# Jurinea cretacea
Jurinea cretacea — вид рослин із родини айстрових (Asteraceae).

## Середовище проживання
Зростає у Європі (Україна, Росія).